# Katslösa
Katslösa är kyrkbyn i Katslösa socken i Skurups kommun i Skåne, belägen sydost om Skurup och Rydsgård och nordväst om Ystad.
Här ligger Katslösa kyrka.